# Merionethshire
Merionethshire (en galés: Meirionnydd, Sîr Feirionydd) es uno de los trece condados históricos de Gales, en el Reino Unido. 
El condado administrativo, creado por la Ley de Gobierno Local de 1888, fue suprimido bajo Ley de Gobierno Local de 1972 1 de abril de 1974. La población formó el distrito de Meirionnydd en el nuevo condado de Gwynedd, siendo una pequeña parte en el nordeste, el Distrito Rural de Edeyrnion, incorporada en el distrito de Glyndŵr, en Clwyd.
Tras la entrada en vigor del Acta del Gobierno Local de 1994 en 1996, la parte de Glyndŵr se integra ahora en el área principal de Denbighshire, junto con el resto de Gwynedd.
Las mayores industrias son hoy en día la agricultura, la silvicultura y el turismo.

## Geografía
Merionethshire es un condado marítimo, limitado al norte por Caernarfonshire, al este por Denbighshire, al sur por Montgomeryshire y Cardiganshire y al oeste por Bahía de Cardigan. Su área total es de 1.731 km² y es uno de los condados más escasamente poblados del Reino Unido. Es también una de las partes de Gales donde más se habla el galés. La línea de la costa consiste alternativamente en acantilados y grandes extensiones de arena; el área es generalmente la más montañosa del país. Una parte importante del Parque nacional Snowdonia se localiza en su interior. Las alturas más importantes son Aran Fawddwy (905 m) y Cadair Idris (893 m). Los principales ríos son el Dwyryd, el Mawddach y el Dyfi. Hay numerosas cascadas y pequeños lagos, el más grande es el lago Bala (4 millas de largo y 1 milla de ancho).
Las ciudades principales son Bala, Barmouth, Blaenau Ffestiniog, Corwen, Dolgellau y Ffestiniog y Tywyn.

## Historia
El condado fue formado en 1284 bajo los términos del Estatuto de Rhuddlan por los cantrefi de Meirionnydd; Dunoding (pero solo el comote más amplio de Ardudwy); y Penllyn y el Señorío de Dinmael.
Merioneth fue una parte importante de la industria pizarrera de Gales en los siglos XIX y XX, con las principales canteras en Blaenau Ffestiniog al norte del condado y Corris al sur.
En 1891 tenía contabilizada una población de 49 212 habitantes y en 1901 de 49 149 habitantes.

## Lugares de especial interés
- Cadair Idris
- Castell y Bere
- Abadía de Cymer
- Castillo de Harlech
- Aldea italianada de Portmeirion
- Capilla de Rhug
- Fortín romano de Tomen-y-mur
- Ferrocarril de Ffestiniog
- Ferrocarril de Corris
- Ferrocarril de Talyllyn
- Ferrocarril de Fairbourne

## Principales ciudades
- Bala
- Barmouth
- Blaenau Ffestiniog
- Corwen
- Dolgellau
- Ffestiniog y Tywyn